# Hikueru (comuna asociada)
Hikueru es una comuna asociada de la comuna francesa de Hikueru  que está situada en la subdivisión de Islas Tuamotu-Gambier, de la colectividad de ultramar de Polinesia Francesa.

## Composición
La comuna asociada de Hikueru abarca los atolones de Hikueru, Reitoru y Tekokota:
| Comuna asociada de Hikueru |                  |                  |                    |
| Atolón                     | Población (2012) | Superficie (km²) | Densidad (hab/km²) |
| Hikueru                    | 150              | 8                | 19                 |
| Reitoru                    | 10               | 1.4              | 7                  |
| Tekokota                   | 0                | 0.9              | 0                  |

## Demografía
| Gráfica de evolución demográfica de Hikueru entre 1977 y 2012 |
|                                                               |

Fuente: Insee